# Pump Geyser
De Pump Geyser is een geiser in het Upper Geyser Basin dat onderdeel uitmaakt van het Nationaal Park Yellowstone in de Verenigde Staten. Vermoedelijk heeft de geiser de naam gekregen van Frank Jay Haynes, die het geluid dat gepaard ging bij een eruptie van de geiser vergeleek met een mechanische pomp.